# Parodius (jeu vidéo, 1990)
Parodius, ou Parodius Da! (パロディウスだ! －神話からお笑いへ－) au Japon, est un jeu vidéo de type shoot them up développé et édité par Konami, sorti en 1990 sur borne d'arcade. Il s'agit d'une transposition du concept de Gradius et d'autres jeux de tir dans un univers décalé et parodique.
La version Super Nintendo est sous-titrée Non-Sense Fantasy.

## Niveaux
| Stage | Contenu                                 | Musique                                                                            | Commentaire | Mini-boss et Boss              | Musique de boss                                                     |
| ----- | --------------------------------------- | ---------------------------------------------------------------------------------- | --- | ------------------------------ | ------------------------------------------------------------------- |
| 1     | L’Île des Pirates                       | Johann_Strauss, Unter Donner und Blitz, « Polka »                                  | Plusieurs boss apparaissent dès le premier niveau. De plus, la musique de boss de ce niveau se retrouve aux niveaux 5, 7 et 8. Le boss Captain Penguinovsky est entouré par des manchots de taille standard qui le protègent et tirent. | Bateau-chat pirate             | Beethoven, Symphonie nº 9, dernière partie du quatrième mouvement.  |
| 1     | L’Île des Pirates                       | Johann_Strauss, Unter Donner und Blitz, « Polka »                                  | Plusieurs boss apparaissent dès le premier niveau. De plus, la musique de boss de ce niveau se retrouve aux niveaux 5, 7 et 8. Le boss Captain Penguinovsky est entouré par des manchots de taille standard qui le protègent et tirent. | Captain Penguinovsky III       | Rimski-Korsakov, Le Vol du bourdon                                  |
| 2     | Las Vegas                               | Tchaïkovski, Concerto pour piano nº 1, premier mouvement.                          | La première moitié a un défilement vertical en boucle avec des clowns (inspirés des moaïs de la série Gradius). La seconde moitié est délimitée verticalement par des murs, et le joueur doit éviter Chichibinta Rika, qui danse de gauche à droite en prenant toute la hauteur. Elle est invincible. Le boss Eagle Washi Sabunosuke attaque avec des plumes et un laser ondulatoire. | Chichibinta Rika               | Gradius II, The Final Enemy (version danse)                         |
| 2     | Las Vegas                               | Tchaïkovski, ballet Casse-Noisette, « Danse des mirlitons »                        | La première moitié a un défilement vertical en boucle avec des clowns (inspirés des moaïs de la série Gradius). La seconde moitié est délimitée verticalement par des murs, et le joueur doit éviter Chichibinta Rika, qui danse de gauche à droite en prenant toute la hauteur. Elle est invincible. Le boss Eagle Washi Sabunosuke attaque avec des plumes et un laser ondulatoire. | Eagle Washi Sabunosuke         | Gradius II, The Final Enemy (musique de boss)                       |
| 3     | Le château-bonbon (labyrinthe)          | Tchaïkovski, Ballet Casse-Noisette, « Trépak - Danse russe »                       | À nouveau un défilement vertical infini. Le niveau se présente sous la forme d’une topographie intriquée. L’avancée se fait en détruisant des grains qui occupent tout l’espace. C’est une combinaison des deuxième (Stonehenge) et sixième (Cellule) niveaux de Gradius, avec une influence du quatrième niveau de R-Type pour les citrouilles. Le boss Hot Lips est constitué de huit bouches volantes qui crachent des dentiers.                                                         | Hot Lips                       | Offenbach, Opérette Orphée aux Enfers, ouverture (cancan)           |
| 3     | Le château-bonbon (labyrinthe)          | Rossini, Ouverture de Guillaume Tell, quatrième partie, « La Révolte des Suisses » | À nouveau un défilement vertical infini. Le niveau se présente sous la forme d’une topographie intriquée. L’avancée se fait en détruisant des grains qui occupent tout l’espace. C’est une combinaison des deuxième (Stonehenge) et sixième (Cellule) niveaux de Gradius, avec une influence du quatrième niveau de R-Type pour les citrouilles. Le boss Hot Lips est constitué de huit bouches volantes qui crachent des dentiers.                                                         | Hot Lips                       | Offenbach, Opérette Orphée aux Enfers, ouverture (cancan)           |
| 4     | Découverte du Japon                     | Khatchatourian, ballet Gayaneh, mouvement « La Danse du sabre »                    | On retrouve le niveau des volcans traditionnel dans la série Gradius. Par ailleurs, des cerisiers en fleurs vagabondent en haut et en bas de l’écran. Le boss Pig Tide est un sumotori au groin de cochon tapant du pied au sol, faisant tomber des ennemis. | Pig Tide                       | Traditionnel, Yagibushi                                             |
| 5     | Vaisseau moaï                           | Bizet, L'Arlésienne, deuxième suite, « Farandole »                                 | On retrouve les moaïs, de la série Gradius, intégrés à un vaisseau de guerre presque identique à celui de R-Type. Ce niveau présente la particularité de ne pas avoir de point de contrôle : perdre une vie ramène au début du niveau. Les deux boss sont des moaïs, Yoshiko et Yoshio. | Yoshiko et Yoshio              | Rimski-Korsakov, Le Vol du bourdon                                  |
| 5     | Vaisseau moaï                           | Gradius II, The Old Stone Age (niveau des moaïs)                                   | On retrouve les moaïs, de la série Gradius, intégrés à un vaisseau de guerre presque identique à celui de R-Type. Ce niveau présente la particularité de ne pas avoir de point de contrôle : perdre une vie ramène au début du niveau. Les deux boss sont des moaïs, Yoshiko et Yoshio. | Yoshiko et Yoshio              | Rimski-Korsakov, Le Vol du bourdon                                  |
| 6     | Pachinko                                | Tōkichi Setoguchi Gunkan March                                                     | De nombreux ennemis et Zubs apparaissent, ainsi que des capsules de roulette. Le boss Viva Core est une reprise des boss de Gradius (Big Core), mais dont le cristal a une décoration façon pachinko. Il se défend avec des sortes de tentacules. | Viva Core                      | Gradius, Aircraft Carrier (musique de boss)                         |
| 7     | Jolies filles (mer de bulles et nuages) | Tchaïkovski, ballet Casse-Noisette, « Valse des fleurs »                           | Le joueur avance alors que des bulles, contenant des jeunes filles, viennent de diverses directions. Inspiré du deuxième niveau (Bulles) de Gradius III | Honey Mikayo                   | Rimski-Korsakov, Le Vol du bourdon                                  |
| 8     | Caverne de glace                        | Mendelssohn, Concerto n°2 pour violon, troisième mouvement.                        | Le personnage s’aventure dans une caverne souterraine remplie d’eau et d’ennemis. La vitesse diminue d’un cran sous l’eau. | Pūyan (type poisson porc-épic) | Rimski-Korsakov, Le Vol du bourdon                                  |
| 8     | Caverne de glace                        | Josef Wagner, marche Unter dem Doppeladler                                         | Le personnage s’aventure dans une caverne souterraine remplie d’eau et d’ennemis. La vitesse diminue d’un cran sous l’eau. | Pūyan (type poisson porc-épic) | Rimski-Korsakov, Le Vol du bourdon                                  |
| 9     | La Nuit des morts-vivants (cimetière)   | Grieg, Peer Gynt, première suite, « Dans l'antre du roi de la montagne »           | Des squelettes, démons et autres monstres japonais apparaissent. Le mini-boss Iron Maiden MK III est dérivé de Iron Maiden, dans le niveau 4 (volcans retournés) de Gradius. | Iron Maiden MK III             | Beethoven, Symphonie nº 9, quatrième partie du quatrième mouvement. |
| 9     | La Nuit des morts-vivants (cimetière)   | Tchaïkovski, ballet Le Lac des cygnes, « Scène »                                   | Des squelettes, démons et autres monstres japonais apparaissent. Le mini-boss Iron Maiden MK III est dérivé de Iron Maiden, dans le niveau 4 (volcans retournés) de Gradius. | Yoshiwara Dayū                 | Rossini, Ouverture de Guillaume Tell, deuxième partie, « L'Orage »  |
| 10    | Forteresse de Gofer                     | Gradius, Final Attack (musique du niveau final)                                    | La musique et la disposition des lieux suivent presque à la lettre le niveau 7 de Gradius. Le boss Golgotha Takobee est une reproduction de l’ordinateur mère, boss final de Gradius. Comme le veut la tradition des boss finaux de la série Gradius, il ne fait rien du tout, a part dire "Je suis fort". Le vaincre ne le détruit pas, mais détruit les attaches qui retiennent ses tentacules aux cloisons. Une autre méthode pour le vaincre consiste à ne rien faire du tout soi-même. | Golgotha Takobee               | Gradius, Aircraft Carrier (musique de boss)                         |

## Personnages et équipement
Le joueur a le choix entre quatre personnages, entre lesquels l’équipement change.
| Nom       | Jauge    | Jauge          | Jauge   | Jauge        | Jauge                | Jauge | Jauge        |
| Nom       | 1        | 2              | 3       | 4            | 5                    | 6     | 7            |
| --------- | -------- | -------------- | ------- | ------------ | -------------------- | ----- | ------------ |
| Vic Viper | Speed up | Missile        | Double  | Laser        | Option               | !?    | Shield       |
| Octopus   | Speed up | 2-Way missile  | Tailgun | Ripple laser | Option               | !?    | Octopus trap |
| Twinbee   | Speed up | Rocket punch   | Tailgun | 3-Way        | Option (convergente) | !?    | Force field  |
| Pentarō   | Speed up | Potton missile | Double  | Spread gun   | Option (convergente) | !?    | Bubble       |

## Rééditions
- 1990 - Nintendo, le 30 novembre au Japon et 1993 en Europe ;
- 1991 - Game Boy ;
- 1992 - PC-Engine ;
- 1993 - Super Nintendo ;
- 1994 / 1995 - PlayStation et Saturn dans la compilation Parodius Deluxe Pack ;
- 1998 - PlayStation et Saturn dans la compilation Konami Antiques: MSX Collection ;
- 2003 - téléphone mobile ;
- 2007 - PlayStation Portable dans la compilation Parodius Portable.